# Paragaleodes unicolor
Paragaleodes unicolor är en spindeldjursart som beskrevs av Kraepelin 1899. Paragaleodes unicolor ingår i släktet Paragaleodes och familjen Galeodidae. Inga underarter finns listade i Catalogue of Life.